# Eurina flava
Eurina flava är en tvåvingeart som beskrevs av Oswald Duda 1934. Eurina flava ingår i släktet Eurina och familjen fritflugor. Inga underarter finns listade i Catalogue of Life.